# 1879 en sport
Cet article présente les faits marquants de l'année 1879 en sport.

## Athlétisme
- 4e édition du championnat britannique de cross-country à Roehampton. Percy Stenning s’impose en individuel ; Thames Hare & Hounds enlève le titre par équipe.
- 4e édition des championnats d'athlétisme des États-Unis.
  - Beverly Value remporte le 100 yards.
  - Lon Myers le 200 yards, le 440 yards et le 880 yards.
  - Le Canadien Henry Pellatt le mile.
  - PJ McDonald le 3 miles.
  - John Haigh le 120 yards haies.
  - William Wunder le saut en hauteur (1,70 m).
  - William Van Houten le saut à la perche (3,17 m).
  - Frank Kilpatrick le saut en longueur (5,96 m).
  - AW Adams le lancer du poids (11,05 m).
  - James McDermott le lancer du marteau (26,19 m).

## Aviron
- 5 avril : The Boat Race entre les équipes universitaires d'Oxford et de Cambridge. Cambridge s'impose[1].
- 27 juin : régate universitaire entre Harvard et Yale. Harvard s'impose[2].

## Baseball
- 18 février : à la suite du retrait des clubs canadiens, l’International Association of Baseball devient la National Association.
- 1er avril : fondation aux États-Unis de la Northwestern League.
- 26 septembre : quatrième édition aux États-Unis du championnat de baseball de la Ligue nationale. Les Providence Grays s’imposent avec 59 victoires et 25 défaites[3].
- 24 novembre : 4e édition aux États-Unis du championnat de baseball de la Ligue nationale. Les Providence Grays s’imposent avec 59 victoires et 25 défaites.

## Combiné nordique
- 1re édition de la Husebyrennet. Il s'agit d'une compétition annuelle ayant lieu à Ullern, près d'Oslo. L'épreuve, disputée sur un tremplin de 20 mètres et sur une piste de 4 kilomètres, est remportée par Jon Hauge.

## Cricket
- 2/4 janvier : l’Australie s’impose face à l’Angleterre à Melbourne par 10 wickets.
- Le Lancashire County Cricket Club et le Nottinghamshire County Cricket Club sont sacrés champions de cricket en Angleterre[4].

## Cyclisme
- Inauguration du Vélodrome de la Place du Carrousel à Paris.
- Première édition de la course cycliste suisse : le Tour du lac Léman. Ernest Metral s’impose.

## Football
- 5 avril : à Londres (Kennington Oval), l'Angleterre s'impose 5-4 face à l'Écosse. 4 500 spectateurs.
- 7 avril : à Wrexham (Acton Park), l'Écosse s'impose 0-3 face au Pays de Galles. 2 000 spectateurs.
- 18 avril : à Glasgow (Hampden Park), finale de la 6e édition de la Coupe d'Écosse. Vale of Leven et Rangers FC, 1-1. 9 000 spectateurs. Les Rangers refusent de rejouer le match à la suite d'un incident de jeu : l'arbitre n'a pas validé un but décisif des Rangers…
- 19 avril : fondation du club suisse de football du FC Saint-Gall.
- 26 avril : dernier des 25 matchs de cette saison 1878-1879 pour le club de Darwen qui avait ouvert son calendrier par un match amical en nocturne le 28 octobre. L'excellent club qui emploie désormais au moins deux joueurs professionnels, les Écossais Suter et Love, n'a concédé que quatre défaites en 25 parties. Malgré ces bons résultats, les finances du club sont tout juste équilibrées grâce au parcours des Darreners en FA Cup, tombant en quarts de finale face aux futurs vainqueurs de l'épreuve après deux matchs nuls. Le premier de ces trois matchs disputé le 13 février reste d'ailleurs dans les annales de la Cup : mené 5-1 à quinze minutes du coup de sifflet final, Darwen parvient à revenir à hauteur des Londoniens d'Old Etonians !
- 16 août : des élèves de la St-Andrew’s Church Sunday School fondent le club de football anglais de Fulham Football Club.
- Fondation de l’éphémère Paris Football Club.
- 17 octobre : en Angleterre, fondation du club de Sunderland Association Football Club basé à Sunderland par l'instituteur écossais James Allan. Le club peut s'aligner dès 1880.

## Football américain
- Princeton est champion universitaire.

## Football australien
- Premier match inter-états : Victoria bat South Australia par 7-0 devant 10 000 spectateurs.
- Carlton Football Club remporte le championnat de la Victorian Football League. Norwood champion de South Australia.

## Golf
- 27/29 septembre : Jamie Anderson remporte l'Open britannique à l'Old Course de St Andrews[5].

## Hurling
- Fondation en Irlande de l’Irish Hurling Association.

## Joute nautique
- L. Isoird (dit lou Mounard) remporte le Grand Prix de la Saint-Louis à Cette[6].

## Luge
- Inauguration à Davos (Suisse) de pistes de luge.

## Patinage sur glace
- 10 janvier : inauguration dans la banlieue de Liverpool de la patinoire Southport Glaciarium.
- 8 décembre : première édition des championnats de Grande-Bretagne de patinage artistique.

## Rugby à XV
- 10 mars : match nul entre l’Angleterre et l’Écosse à Édimbourg.
- 24 mars : match international entre l’Angleterre et l’Irlande à Londres. L’Angleterre s’impose.

## Sport hippique
- Angleterre : Sir Bevys gagne le Derby d'Epsom[7].
- Angleterre : The Liberator gagne le Grand National[8].
- Irlande : Soulouque gagne le Derby d'Irlande[9].
- France : Zut gagne le Prix du Jockey Club[10].
- France : Nubienne gagne le Grand Prix de Paris et le Prix de Diane[11].
- Australie : Darriwell gagne la Melbourne Cup[12].
- États-Unis : Lord Murphy gagne le Kentucky Derby[13].
- États-Unis : Spendthrift gagne la Belmont Stakes[14].

## Tennis
- 7/16 juillet : 3e édition du Tournoi de Wimbledon. L’Anglais John Hartley s’impose en simple hommes.

## Naissances
| - 10 janvier : Bobby Walker, footballeur écossais. († 28 août 1930). - 11 janvier : John Symes, joueur de cricket britannique. († 21 septembre 1942). - 12 janvier : Ray Harroun, pilote de courses automobile américain. († 19 janvier 1968). - 17 janvier : Burt McKinnie, golfeur américain. († 22 novembre 1946). - 6 février : Neville Bulwer-Lytton, joueur de jeu de paume puis officier et artiste britannique († 9 février 1951). - 16 février : Wilhelm von Essen, cavalier suédois de dressage († 10 avril 1972). - 24 février : Thomas H. McIntosh, footballeur et entraîneur puis directeur sportif anglais. († 29 octobre 1935). - 26 février : Albert Friling, footballeur belge. († ?). - 3 mars : Miltiades Manno, rameur et footballeur hongrois. († 16 février 1935). - 12 mars : Georges Touquet-Daunis, athlète de fond français. († 16 avril 1917). - 21 mars : Josef Steinbach, haltérophile autrichien. († 15 janvier 1937). - 23 mars : Émile Champion, athlète de fond français. († 4 août 1934). - 25 mars : Amedee Reyburn, joueur de water-polo et nageur américain. († 10 février 1920). - 26 mars : Waldemar Tietgens, rameur allemand. († 28 juillet 1917). - 2 avril : René Champoiseau, pilote de courses automobile, de moto, cycliste sur route et industriel français. († 23 mars 1966). - 4 avril : Gustav Goßler, rameur allemand. († 4 avril 1940). - 14 avril : Adolf Bergman, tireur à la corde suédois. († 14 mai 1926). - 16 avril : Léon Théry, pilote de courses automobile français. († 8 mars 1909). - 17 avril : Henri Tauzin, athlète de haies français. († 11 octobre 1918). - 19 avril : Archie Robertson, athlète de demi-fond et de haies britannique. († 18 avril 1957). - 22 mai : Warwick Armstrong, joueur de cricket australien. († 13 juillet 1947). - 29 mai : César Simar, cycliste sur piste français. († 23 octobre 1934). |  | - 1er juin : Max Emmerich, athlète d'épreuves combinées américain. († 29 juin 1956). - 2 juin : Charles Wilkes, footballeur français. († 27 août 1939). - 3 juin : John Vivian Woodward, footballeur anglais. († 31 janvier 1954). - 5 juin : René Pottier, cycliste sur route. († 25 janvier 1907). - 8 juin : Ethel Thomson Larcombe, joueuse de tennis britannique. († 11 août 1965). - 14 juin : Arthur Duffey, athlète de sprint américain. († 25 janvier 1955). - 23 juin : Percy Bush, joueur de rugby à XV gallois. († 19 mai 1955). - 5 juillet : Dwight Davis, joueur de tennis puis homme politique américain. Créateur de la Coupe Davis. († 28 novembre 1945). - 15 juillet : André Six, nageur français. († 1er avril 1915). - 17 juillet : Jean-Baptiste Laviolette, hockeyeur sur glace puis entraîneur canadien. († 10 janvier 1960). - 24 juillet : J. Nicholas, footballeur anglais. († 29 septembre 1929). - 26 juillet : Otto Hieronimus, pilote de courses automobile puis entrepreneur germano-autrichien. († 8 mai 1922). - 6 août : Alfred Beamish, joueur de tennis britannique. († 28 février 1944). - 20 août : Alfred Swahn, tireur suédois. († 16 mars 1931). - 24 août : Eugène Fraysse, footballeur français. († ?). - ? août : Muhammad Tahir Pacha, homme politique égyptien. Membre du Comité international olympique et fondateur des Jeux méditerranéens. († 29 janvier 1970). - 12 septembre : Charles Laeser, cycliste sur route suisse. († 28 juillet 1959). - 21 septembre : Peter McWilliam, footballeur puis entraîneur écossais. († 1er octobre 1951). - 22 septembre : Victor Rigal, pilote de courses automobile français. († ? juin 1941). - 26 septembre : Bob Crompton, footballeur puis entraîneur anglais. († 16 mars 1941). - 27 septembre : Fred Schule, athlète de haies américain. († 14 septembre 1962). - 2 octobre : Léon Georget, cycliste sur route français. († 5 novembre 1949). - 13 octobre : Edward Hennig, gymnaste américain. († 28 août 1960). - 3 novembre : Jean Porporato, pilote de courses automobile franco-italien. († ?). - 5 novembre : Otto Wahle, nageur autrichien. († 11 août 1963). - 14 novembre : John Biller, athlète de sauts américain. († 26 mars 1934). - 23 novembre : Jean de Mas Latrie, escrimeur et pentathlonien moderne français. († 5 septembre 1914). - 10 décembre : James Norris, dirigeant sportif de hockey sur glace canadien. Propriétaire de club de hockey sur glace. († 4 décembre 1952). - 12 décembre : Alfred Shrubb, athlète de fond britannique. († 23 avril 1964). - 16 décembre : César Garin, cycliste sur route franco-italien. († 27 mars 1951). - 19 décembre : Beals Wright, joueur de tennis américain. († 23 août 1961). - ? : Clifford Earp, pilote de courses automobile britannique († ? 1921). - ? : A. Haslam, footballeur anglais. († 13 octobre 1942). |